# Prachtbarbe
Die Prachtbarbe (Pethia conchonius, Syn.: Puntius conchonius) ist ein aus Asien stammender Süßwasserfisch. Der erstmals 1903 nach Europa eingeführte Fisch hat wegen seiner attraktiven Erscheinung und den unkomplizierten Ansprüchen an die Haltungsbedingungen große Verbreitung unter Zierfischhaltern gefunden. Es existiert eine ausschließlich in Gefangenschaft lebende Zuchtform mit verlängerten Flossen.

## Verbreitung und Lebensraum
Die Prachtbarbe bewohnt Weiher, Tümpel und Fließgewässer in Afghanistan, Pakistan, Indien, Nepal und Bangladesch mit Temperaturen zwischen 18 und 22 Grad Celsius. Sie bevorzugt Habitate mit weichem und schwach saurem Wasser, toleriert jedoch einen pH-Wert zwischen sechs und acht und  eine Wasserhärte zwischen fünf und 19 Grad deutscher Härte.

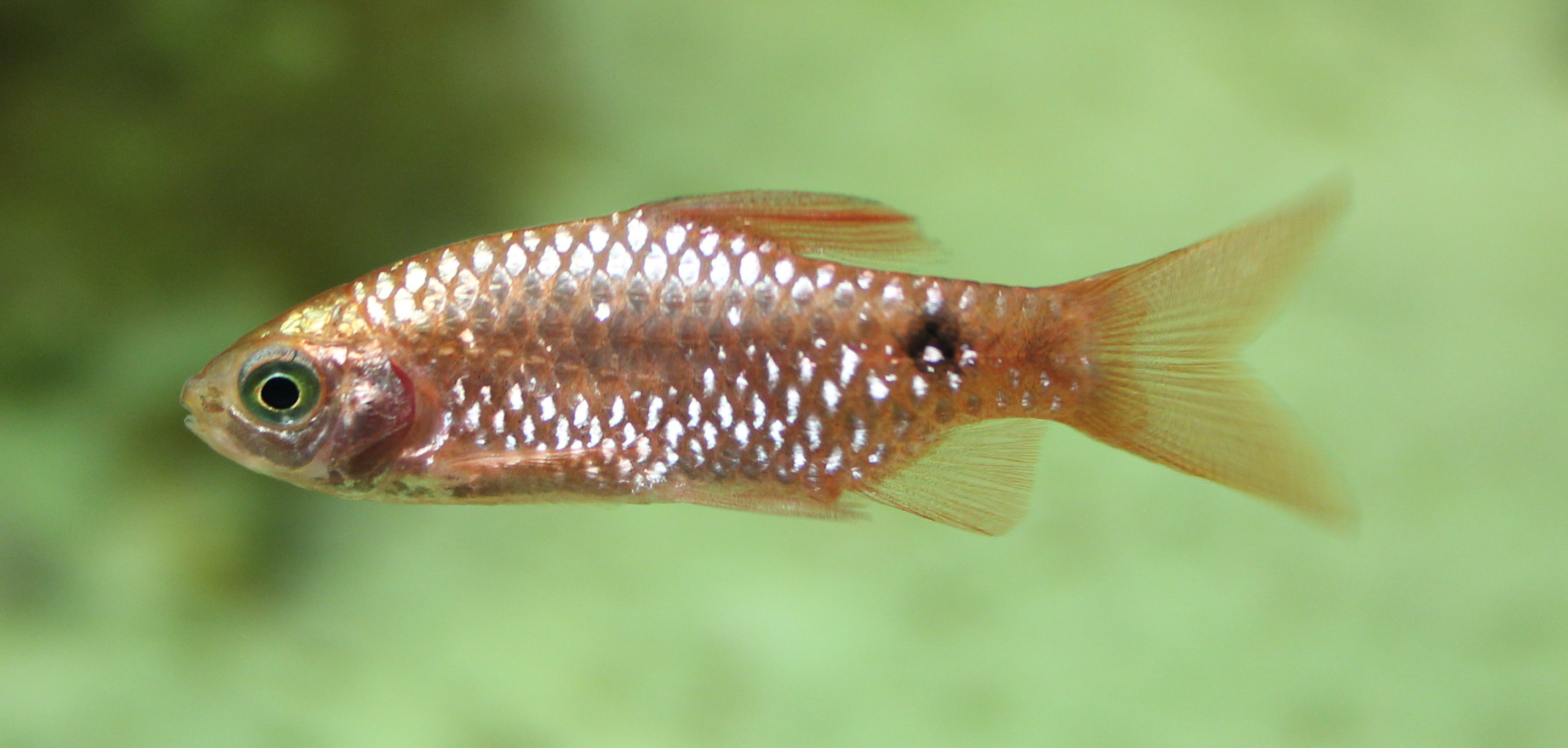

## Erscheinung
In ihren Herkunftsgewässern erreicht die Prachtbarbe eine Gesamtlänge von 15 Zentimetern, in Aquarien gehaltene Tiere bleiben aber mit maximal acht Zentimetern wesentlich kleiner. Der Körper ist von gattungstypischer Gestalt. Der Rücken ist glänzend olivgrün gefärbt, die Seiten und der Bauch sind von einem silbrigen Rot, das zur Laichzeit in ein intensives Tintenrot übergeht. Auf dem Schwanzstiel sitzt, etwa über dem Ende der Afterflosse, ein deutlicher schwarzer Fleck. Männliche Prachtbarben haben rosafarbene Flossen, wobei die Spitze der Rückenflosse von schwarzer Farbe ist. Die Flossen der weiblichen Tiere sind farblos und ihre Rückenflossen zeigen nur einen Anflug von Schwarz. Männchen bleiben schlanker als ihre weiblichen Artgenossen. Ein deutlicher Geschlechtsdimorphismus zeigt sich erst bei adulten Tieren.
Flossenformel:
- Dorsale 3/7–8
- Anale 2/5–6
- Ventrale 8–9

Die Prachtbarbe trägt 24 bis 28 Schuppen in einer mittleren Längsreihe (mLR).

## Lebensweise
Der friedliche Schwarmfisch ernährt sich von Würmern, Krebstieren, Insekten und Pflanzen. Die sehr produktive Paarung erfolgt nach einem intensiven, mit mehreren Scheinpaarungen verbundenen Liebesspiel. Aus einigen hundert an Wasserpflanzen haftenden Eiern schlüpfen die Larven nach etwa 30 Stunden.

## Systematik
Die Prachtbarbe war die namengebende Art der über 20 Arten umfassenden Puntius-conchonius-Artengruppe, einer Gruppe nah verwandter Puntius-Arten, zu der neben der Prachtbarbe die Bandulabarbe (P. bandula), die Ceylonbarbe (P. cumingii), P. didi, P. erythromycter, die Fleckenbarbe (P. gelius), P. macrogramma, P. manipurensis, P. meingangbii, P. nankyweensis, P. narayani, P. nigripinnis, die Purpurkopfbarbe (P. nigrofasciatus), die Odessabarbe (P. padamya), die Zwergbarbe (P. phutunio), P. punctatus, P. setnai, P. shalynius, die Sonnenfleckbarbe (P. stoliczkanus), P. thelys, P. tiantian, die Zweipunktbarbe (P. ticto) und P. yuensis gehören. Die Artengruppe wurde im Jahr 2012 unter dem Namen Pethia in den Gattungrang erhoben. Typusart wurde nicht die Prachtbarbe, sondern die Purpurkopfbarbe.